# Walter Richter-Reinick
Walter Fritz Richter-Reinick (* 14. April 1911 in Berlin; † 14. Dezember 1984 ebenda; eigentlich Walter Richter) war ein deutscher Schauspieler und Synchronsprecher.

## Leben und Wirken
Walter Richter wuchs in einer künstlerischen Familie auf und erlernte nach seinem Schulabschluss zunächst den Beruf eines Bankkaufmannes.
Anschließend nahm er privaten Schauspielunterricht und spielte an verschiedenen Theaterhäusern, wie beispielsweise in Schleswig, Senftenberg, Cottbus, Dresden. Ab 1953 trat er an diversen Berliner Bühnen auf, wie am Maxim-Gorki-Theater, dem Deutschen Theater oder dem Metropol-Theater. Im Jahr 1962 wechselte er zum Schauspielensemble des DFF. Abseits seiner Bühnentätigkeit war Richter (der unter dem Pseudonym Richter-Reinick auftrat, um nicht mit dem Schauspieler Walter Richter verwechselt zu werden) vor allem in Gegenwartsstücken und Schwänken für das Fernsehen der DDR zu sehen, oftmals unter der Regie von Hans Knötzsch und Günter Stahnke. Er spielte aber auch Charakterrollen in DEFA-Spielfilmen, wie den verbrecherischen Rangierer in Das zweite Gleis (1962), manchmal auch an der Seite seines Sohnes Dietmar Richter-Reinick, der ebenfalls als Schauspieler tätig war. Walter Richter-Reinick war Nationalpreisträger. Er wirkte als Schauspieler vor der Kamera in über 90 Film-und-Fernsehproduktionen mit. Daneben war er auch als Synchronsprecher tätig.
Im Jahr 1977 musste er seine künstlerische Laufbahn aus gesundheitlichen Gründen beenden. In seinen letzten Lebensjahren wurde ihm ein Herzschrittmacher implantiert. Er war seit März 1934 mit seiner Frau verheiratet. Walter Richter-Reinick starb im Dezember 1984 im Alter von 73 Jahren.

## Filmografie (Auswahl)
- 1955: Der Stammgast
- 1956: Der letzte der Mohikaner
- 1957: Der Sheriff
- 1959: Brücke zwischen gestern und morgen
- 1959: Weimarer Pitaval: Der Fall Wandt (Fernsehreihe)
- 1960: Toter Winkel
- 1961:  Gewissen in Aufruhr – Als die Glocken schwiegen
- 1962: Tanz am Sonnabend – Mord?
- 1962: Geboren unter schwarzen Himmeln
- 1962: Wohl dem, der lügt
- 1962: Das zweite Gleis
- 1963: Rauhreif
- 1963: Theater um Othello
- 1963: Interview mit Pinselheinrich
- 1965: Risiko
- 1965: Wolf unter Wölfen: Die Stadt und ihre Ruhelosen
- 1965: Der Staatsanwalt hat das Wort: Das Haus am See (TV-Reihe)
- 1965–1966: Dr. Schlüter (Fernsehserie, 2 Folgen)
- 1966: Spur der Steine
- 1966: Pitaval des Kaiserreiches: Der Prozeß gegen die Gräfin Kwilecki
- 1966: Ende der Anfrage
- 1966: Der Staatsanwalt hat das Wort: Bummel-Benno
- 1966: Columbus 64
- 1967: Hallo, Du altes Spreeathen
- 1967: Blaulicht (TV-Serie; Folge: Der vierte Mann)
- 1968: Brabanter Hühner
- 1969: Die Pferdekur
- 1969: Krupp und Krause
- 1970: Pawluscha
- 1970: Fisch zu viert
- 1971: Der Staatsanwalt hat das Wort: Handelsrisiko
- 1972: Ein Kugelblitz aus Eberswalde (Fernsehfilm)
- 1972: Eolomea (Synchronstimme)
- 1972: Tapetenwechsel
- 1973: Wenn die Tauben steigen
- 1973: Der Staatsanwalt hat das Wort: Nachteinkäufe
- 1973: Die lieben Mitmenschen (Fernsehserie)
- 1974: Wie sag ich’s meinen Kindern?
- 1974: Das Wunschkind
- 1975: Mein lieber Kokoschinsky
- 1975: Schwester Agnes
- 1975: Mein lieber Kokuschinsky
- 1975: Büttners Truhe
- 1975: Die Falle
- 1975: Du bist dran mit Frühstück
- 1977: Kneippkur

## Hörspiele
- 1957: A. G. Petermann: Die Hunde bellen nicht mehr (Meister Gütz) – Regie: Theodor Popp (Kriminalhörspiel – Rundfunk der DDR)
- 1959: Rolf H. Czayka: Der Wolf von Benedetto – Regie: Wolfgang Brunecker (Hörspiel – Rundfunk der DDR)
- 1960: Anna und Friedrich Schlotterbeck: An der Fernverkehrsstraße 106 (Vater Palitzki) – Regie: Theodor Popp (Rundfunk der DDR)
- 1960: Rolf Schneider: Der dritte Kreuzzug oder Die wundersame Geschichte des Ritters Kunifried von Raupenbiel und seine Aventiuren – Regie: Wolfgang Brunecker (Rundfunk der DDR)
- 1960: Wolfgang Beck/Walter Karl Schweickert: Erich währt am längsten – Regie: Wolfgang Brunecker (Hörspiel – Rundfunk der DDR)
- 1960: Helmut Sakowski: Verlorenes Land? (Sielicher) – Regie: Werner Grunow (Rundfunk der DDR)
- 1961: Ferenc Taar: Die Schlacht in der Veréb-Gasse – Regie: Helmut Hellstorff (Rundfunk der DDR)
- 1963: Gerhard Rentzsch: Die Geschichte eines Mantels – Regie: Edgar Kaufmann (Rundfunk der DDR)
- 1963: Walter Krumbach: Die gestohlenen Ostereier (Igel Swin)  – Regie: Renate Thormelen (Kinderhörspiel – Litera)
- 1964: Martine Monod: Normandie-Njemen – Bearbeitung und Regie: Fritz Göhler (Kinderhörspiel – Rundfunk der DDR)
- 1965: Albert Maltz: Das Flammenzeichen (Willi Wegler) – Regie: Peter Groeger (Hörspiel – Rundfunk der DDR)
- 1966: Charlotte Benz nach Jacob Grimm/Wilhelm Grimm: Hans im Glück (Scherenschleifer) – Regie: Theodor Popp (Kinderhörspiel – Litera)
- 1967: Hans Siebe: Spuren im Sand (Paul Kunstmann) – Regie: Joachim Staritz (Kriminalhörspiel – Rundfunk der DDR)
- 1967: Siegfried Pfaff: Regina B. – Ein Tag in ihrem Leben (Rupprecht) – Regie: Fritz-Ernst Fechner (Hörspiel – Rundfunk der DDR)
- 1969: Fritz Selbmann: Ein weiter Weg – Regie: Fritz-Ernst Fechner (Hörspiel (8 Teile) – Rundfunk der DDR)
- 1969: Claude Prin: Potemkin 68 (Delegierter) – Regie: Edgar Kaufmann (Rundfunk der DDR)
- 1970: Michail Schatrow: Der sechste Juli (Delegierter) – Regie: Helmut Hellstorff (Rundfunk der DDR)
- 1970: Emil Manow: Der Mandelzweig (Oberwachtmeister) – Regie: Helmut Hellstorff (Hörspiel – Rundfunk der DDR)
- 1970: Anita Heiden-Berndt: Städte unserer Republik 0: Leipzig (Janek) – Regie: Christa Kowalski (Kinderhörspiel – Rundfunk der DDR)
- 1970: Wil Lipatow: Viktoria und die Fischer (Onkel Istignej) – Regie: Theodor Popp (Hörspiel – Rundfunk der DDR)
- 1974: Ernst Röhl: Minna Plückhahn will es wissen (Hausmeister) – Regie: Fritz-Ernst Fechner (Rundfunk der DDR)
- 1976: Mark Twain: Die Abenteuer des Huckleberry Finn (Mr. Phelps) – Regie: Theodor Popp (Kinderhörspiel – Litera)